# Jon Schaffer
Jon Ryan Schaffer (* 5. březen 1968 Franklin, Indiana) je americký heavymetalový kytarista, který založil v roce 1985 metalovou kapelu Iced Earth, dříve známou pod jménem Purgatory (v překladu Očistec). Dodnes[kdy?] je jediným členem Iced Earth, který v ní stále účinkuje. Už od vzniku kapely je hlavním textařem a skládá většinu hudby. Působí také v metalové skupině Demons & Wizards.
V lednu 2021 byl vyfotografován spolu s demonstranty, kteří zaútočili na americký Kapitol. Schaffer se přihlásil úřadům, poté co se dozvěděl, že je hledán FBI.

## Diskografie
- 1990: Iced Earth
- 1991: Night of the Stormrider
- 1995: Burnt Offerings
- 1996: The Dark Saga
- 1998: Something Wicked This Way Comes
- 2000: Demons & Wizards
- 2001: Horror Show
- 2004: The Glorious Burden
- 2005: Touched by the Crimson King
- 2007: Framing Armageddon: Something Wicked Part 1
- 2008: The Crucible of Man: Something Wicked Part 2
- 2009: Brush-fires of the Mind
- 2011: Dystopia
- 2011: Spirit of the Times (EP)
- 2014: Plagues of Babylon
- 2017: Incorruptible
- 2018: Purgatory (EP)
- 2020: III
- 2020: Winter Nights (EP)